# 北京昆仑鸿星
北京昆仑鸿星（英語：HC Kunlun Red Star）是一支在2016-2017赛季前加入俄罗斯大陸冰球聯盟（KHL）的中国冰球俱乐部。

## 历史

### 球队建立
2016年3月，昆仑俱乐部和KHL签署了意向书，允许有一支位于中国的球队加入联盟。该协议由代表俄罗斯冰球联合会代表弗拉迪斯拉夫·特雷蒂亚克，KHL主席根纳季·季姆琴科，以及昆仑鸿星董事会共同签署。2016年4月中旬，国际冰联主席勒内·法泽尔也对中国球队加入KHL发表意见，他表示希望这将帮助中国冰球水平提高到更高层次。
在2016年4月30日前，如果俱乐部能符合合同中的经济条件，该俱乐部将被允许加入KHL。俄罗斯冰球协会第一副主席、KHL董事会副主席罗曼·罗滕贝格称，昆仑鸿星履行了义务，但仍有一系列手续，最终是否接受球队的申请将在2016年6月决定。2016年5月初，KHL主席德米特里·切尔内申科认为昆仑鸿星加入KHL已无悬念。
2016年6月25日，KHL正式宣布联盟董事会接受昆仑鸿星的申请，允许他们在2016-2017赛季参加KHL。球队把主场定在北京的五棵松体育馆 ；此外，部分主场比赛将在上海三林体育中心进行。

### 2016-17赛季
2016年7月24日，昆仑鸿星在参加联盟后的第一场友谊赛中以0比2输给车里雅宾斯克拖拉机队。
昆仑鸿星2比1击败哈巴罗夫斯克阿穆尔队获得第一场胜利。球队历史上第1分来自肖恩·柯林斯在第1节14分钟的进球。此后，球队在主场7832名观众面前，以6比3击败符拉迪沃斯托克海军上将队，赢得了第2场比赛，也是主场首胜。

### 2017-18赛季
2017-18赛季，昆仑鸿星将自己在KHL的主场设置在三林体育中心。

## 現役球員名單

### 守門員
| 球衣號碼 | 姓名     | 國籍   | 接球 | 上一支球隊                       | 出生地               |
| -------- | -------- | ------ | ---- | -------------------------------- | -------------------- |
| 45       | 埃里贝里 | 瑞典   | 左   | NHL纽约游骑兵队 （美國冰球聯賽） | 瑞典                 |
| 33       | 卡爾胡寧 | 芬兰   | 左   | 坦佩雷战斧 （芬兰冰球联赛）      | 芬蘭北波赫扬马区奥卢 |
| 34       | 段仕能   | 加拿大 |      | 北密歇根大学 （NCAA）            | 加拿大               |

### 後衛
| 球衣號碼 | 姓名         | 國籍          | 接球 | 上一支球隊                          | 出生地                           |
| -------- | ------------ | ------------- | ---- | ----------------------------------- | -------------------------------- |
| 87       | 易卜拉吉莫夫 | 哈萨克斯坦    | 左   | 索契队 （大陸冰球聯賽）             | 俄罗斯                           |
| 15       | 米库洛维奇   | 俄罗斯        |      | 尼亞加拉冰狗 （安大略冰球聯賽）     | 俄羅斯車里雅賓斯克州車里雅賓斯克 |
| 18       | 緬提雷       | 芬兰          | 左   | 坦佩雷战斧 （芬兰冰球联赛）         | 芬蘭皮尔坎马区坦佩雷             |
| 38       | 佩列加金     | 俄罗斯        | 左   | 霍穆托夫海盜 （捷克冰球超級聯賽）   | 蘇聯基洛夫州基洛沃-切佩茨克      |
| 46       | 雅拉斯瓦拉   | 芬兰          | 左   | 索契 （大陸冰球聯賽）               | 芬蘭北波赫扬马区奥卢             |
| 73       | 貝勒莫爾     | 加拿大        | 右   | 普羅維登斯棕熊 （美國冰球聯賽）     | 加拿大安大略省溫莎               |
| 36       | 耶爾維寧     | 芬兰          |      | 赫爾辛基戰友 （芬兰冰球联赛）       | 芬蘭芬兰本部区圖爾庫             |
| 93       | 袁俊杰       | 中国 · 加拿大 | 左   | 愛達荷虹鱒魚 （美國東海岸冰球聯賽） | 加拿大卑詩省溫哥華               |

### 前鋒
| 球衣號碼 | 姓名           | 國籍                     | 接球 | 上一支球隊                          | 出生地                               |
| -------- | -------------- | ------------------------ | ---- | ----------------------------------- | ------------------------------------ |
| 4        | 韋爾恩         | 芬兰                     | 左   | 索契 （大陸冰球聯賽）               | 芬蘭赫尔辛基                         |
| 9        | 弗略瑞         | 法國                     | 右   | 施維寧恩飛翼 （德國冰球甲級聯賽）   | 法國諾曼第卡昂                       |
| 17       | 勞             | 美国                     | 右   | 塞馬冰球 （芬兰冰球联赛）           | 美國明尼蘇達州伊甸草原               |
| 23       | 珀尼卡羅夫斯基 | 乌克兰 · 俄罗斯 · 加拿大 | 左   | 聖彼得堡中央陸軍 （大陸冰球聯賽）   | 苏联烏克蘭基輔                       |
| 37       | 維利奇金       | 俄罗斯                   | 左   | 葉卡捷琳堡駕駛員 （大陸冰球聯賽）   | 俄羅斯車里雅賓斯克州馬格尼托哥爾斯克 |
| 55       | 維德爾         | 瑞典                     | 左   | 下諾夫哥羅德魚雷 （大陸冰球聯賽）   | 瑞典斯德哥爾摩                       |
| 65       | 馬爾琴科       | 斯洛伐克                 | 右   | 帕爾杜比采 （捷克冰球超級聯賽）     | 捷克斯洛伐克普雷紹夫州波普拉德       |
| 72       | 佩雷斯科科夫   | 俄罗斯                   | 左   | 契訶夫星隊 （俄羅斯冰球超級聯賽）   | 俄羅斯莫斯科                         |
| 79       | 裴于斯提       | 芬兰                     | 右   | 赫爾辛基小丑 （大陸冰球聯賽）       | 芬蘭赫尔辛基                         |
| 81       | 科林斯         | 美国                     |      | 赫爾希熊 （美國冰球聯賽）           | 加拿大薩斯喀徹溫省薩斯卡通           |
| 83       | 巴科什         | 斯洛伐克                 | 右   | 利貝雷茨白虎 （捷克冰球超級聯賽）   | 捷克斯洛伐克科希策州斯皮什新村       |
| 89       | 王冠华         | 中国 · 美国              | 左   |                                     | 中华人民共和国                       |
| 91       | 雅辛           | 俄罗斯                   | 右   | 秋明魯賓 （俄羅斯冰球超級聯賽）     | 蘇聯莫斯科州沃斯克列先斯克           |
| 98       | 英如镝         | 中国 · 美国              | 右   | 多倫多愛國者 （安大略青年冰球聯賽） | 中华人民共和国北京市                 |